# Huldreskorvene
Huldreskorvene är en bergstopp i Antarktis. Den ligger i Östantarktis. Norge gör anspråk på området. Toppen på Huldreskorvene är 2 746 meter över havet.
Terrängen runt Huldreskorvene är kuperad åt sydväst, men åt nordost är den bergig. Trakten är obefolkad. Det finns inga samhällen i närheten.